# Magazyn (budowla)

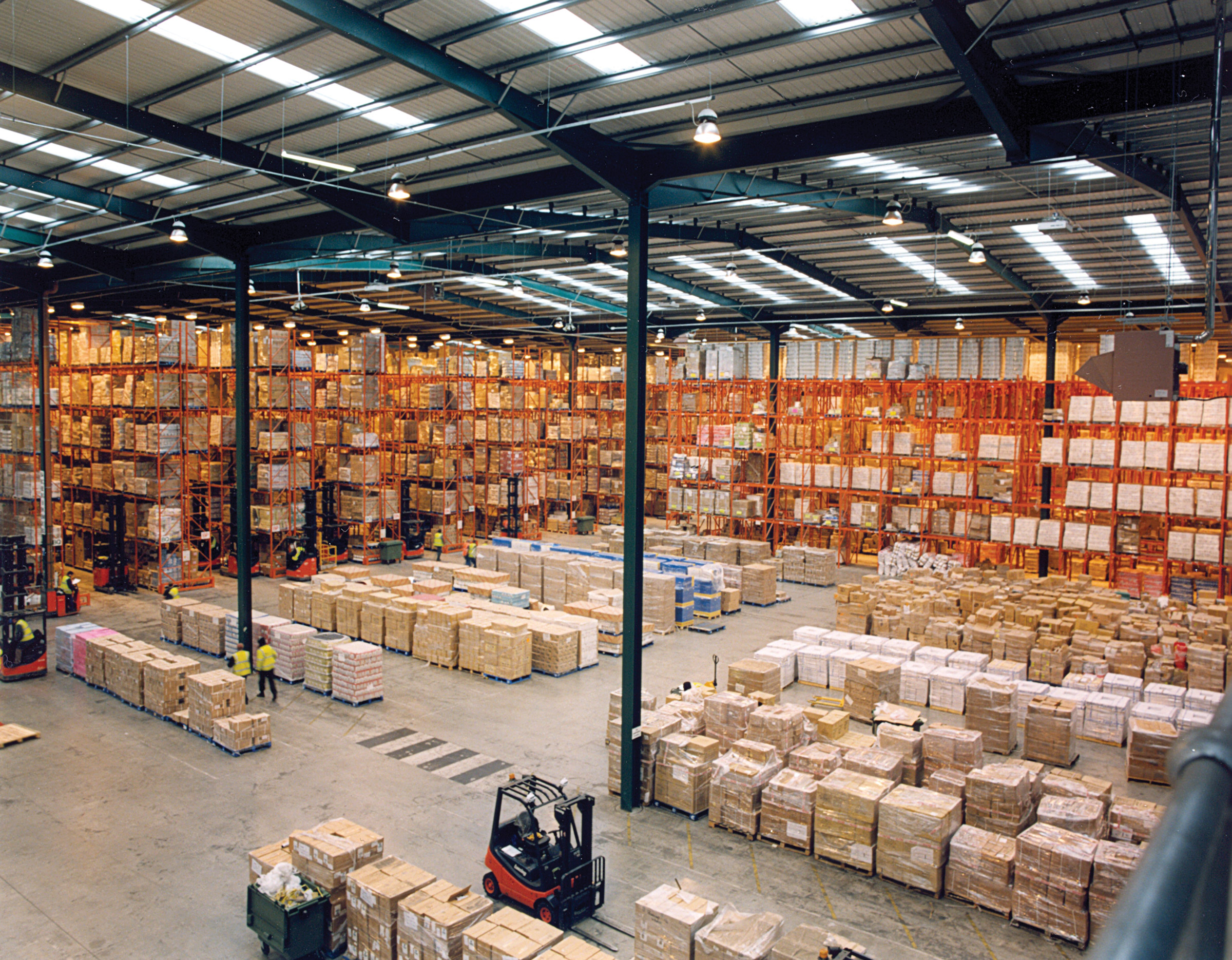
Wnętrze magazynu

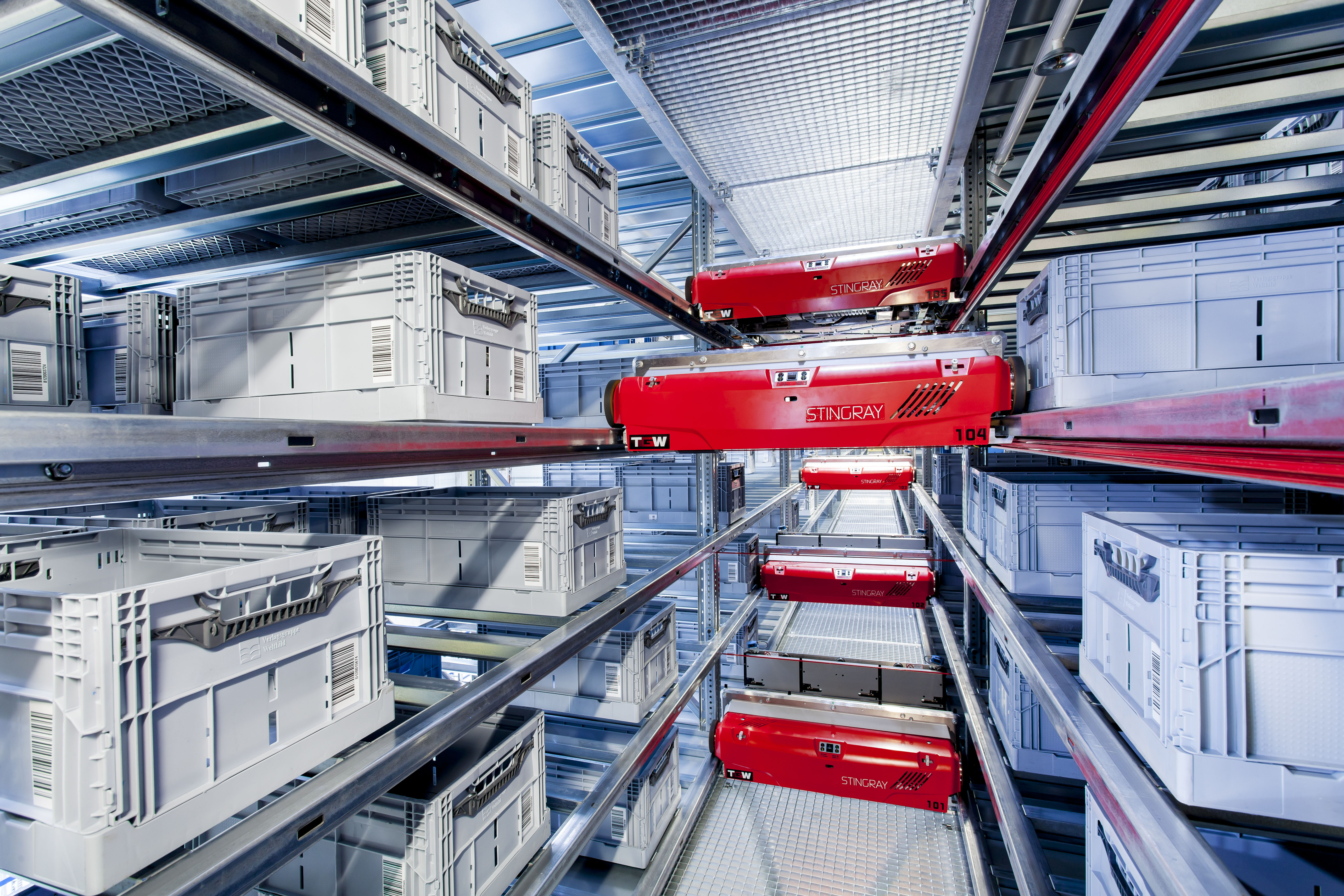
Przykład zautomatyzowanego systemu magazynowania

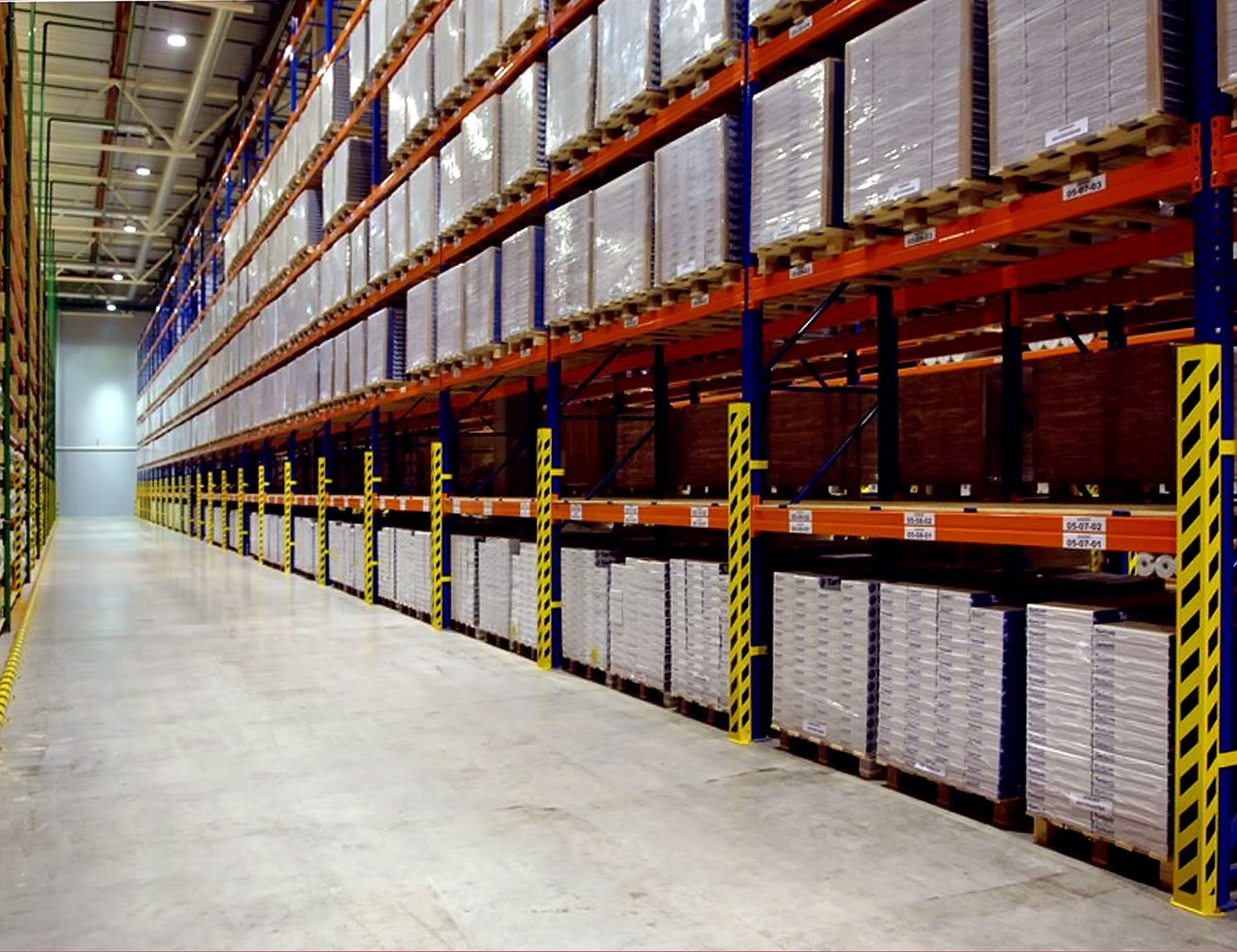
Oznaczenia miejsc paletowych w magazynie wysokiego składowania

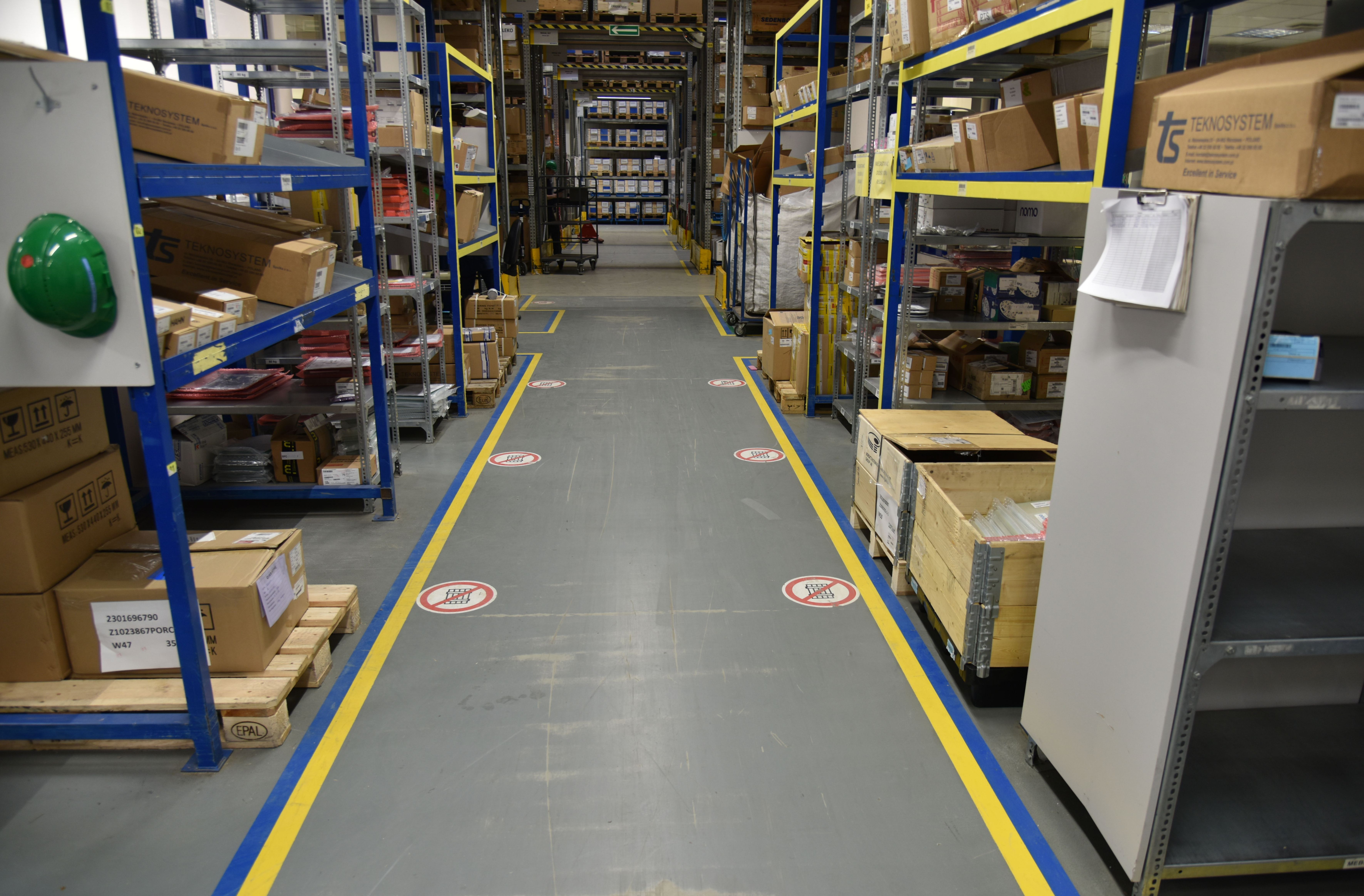
Wyznaczone ciągi komunikacyjne

Magazyn – część składowa infrastruktury magazynowej. 
Miejsce przeznaczone do składowania i przemieszczania zapasów na wyodrębnionej przestrzeni, która może zajmować plac nieosłonięty (składowisko, składnica), plac półosłonięty (wiata), część budowli, całą budowlę lub kilka budowli magazynowych.

## Budowa i przeznaczenie magazynu
Wyroby lub towary odporne na czynniki atmosferyczne (wiatr, słońce, deszcz, temperatura) przechowuje się na pryzmach (składnicach, składowiskach). Dodatkowo niektóre składowiska posiadają wiaty, które chronią towary przed deszczem.
Towary wrażliwe na czynniki atmosferyczne przechowuje się w pomieszczeniach zamkniętych (halach). Pomieszczenie znajduje się w budynku jednokondygnacyjnym, który może być wykonany z lekkich konstrukcji stalowych. Budynek magazynu przypomina prostokąt o proporcji boków 3:5 lub 2:3.

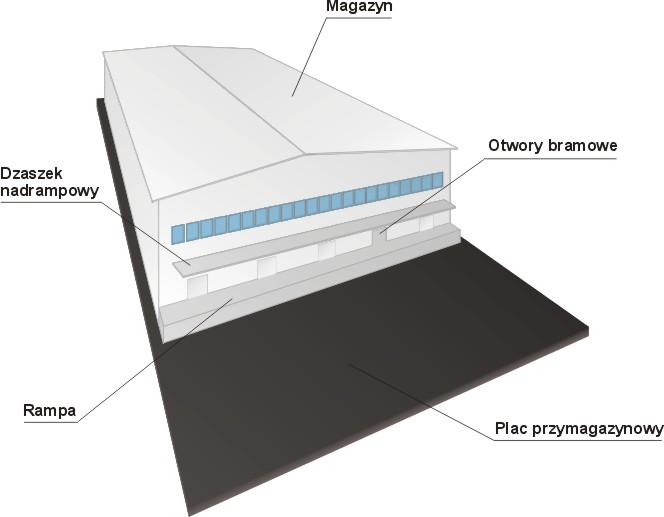

W małych magazynach handlowych powierzchnia użytkowa wynosi minimum 500 m², a wysokość strefy składowej od 5,4 do 7,2 m. Natomiast w magazynach halowych wysokość nie przekracza 12 m. Zadaniem magazynów handlowych jest dostosowanie asortymentów do preferencji klientów.
Magazyny przemysłowe (wysokiego składowania) posiadają większą powierzchnię i wysokość użytkową. Wysokość konstrukcji może wynosić 45 m, a słupy regałów tworzą wtedy konstrukcję wsporczą budynku. Celem budowania tak dużych i wysokich magazynów jest zapewnienie rytmiczności realizacji zadań.

## Wyposażenie magazynu

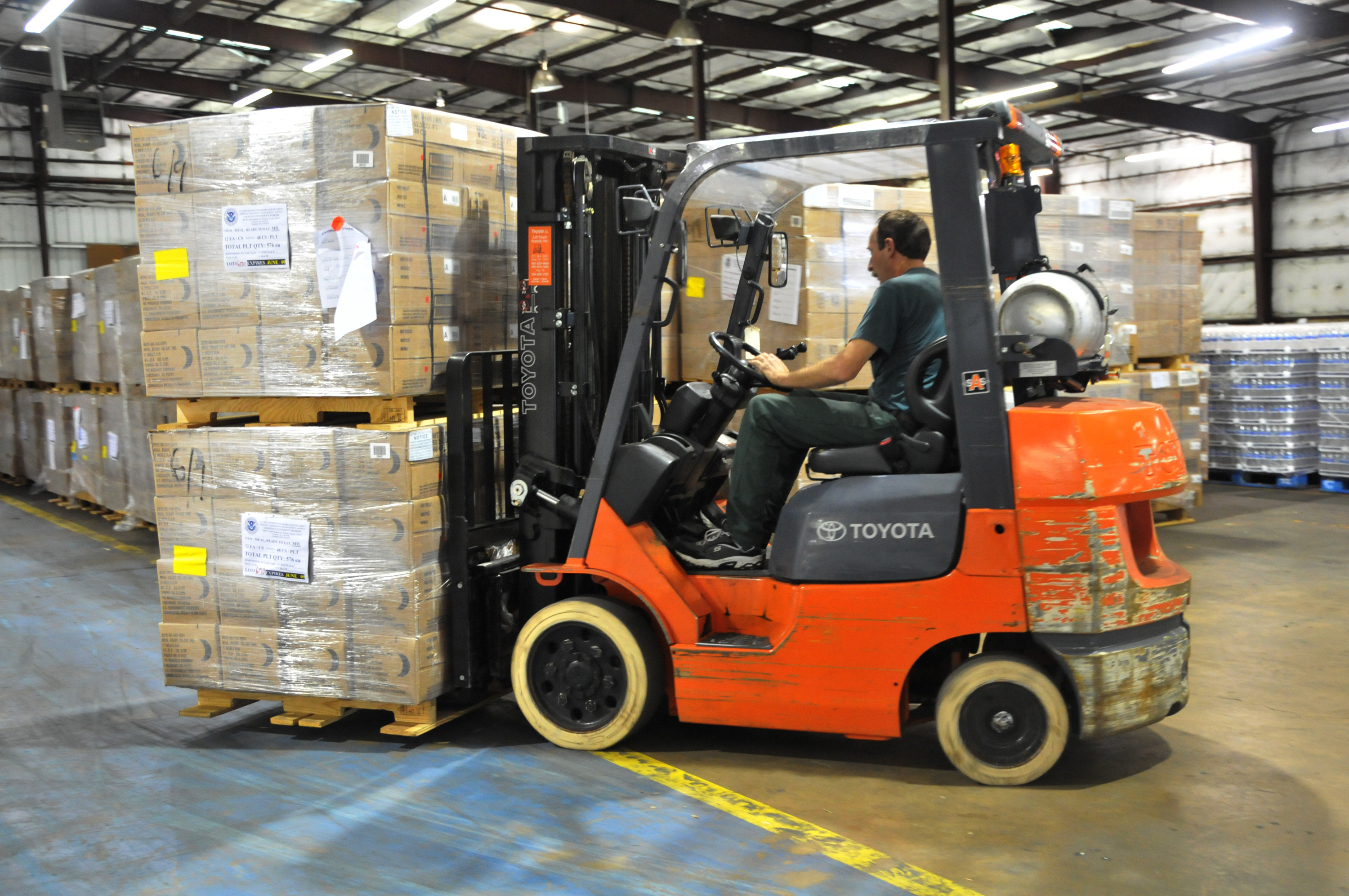
Wózek widłowy

Podstawowym wyposażeniem – w zależności od przeznaczenia magazynu – są urządzenia do składowania, środki transportu magazynowego i pomocnicze urządzenia magazynowe.
Urządzenia do składowania:
- Regały:
  - Regały stałe (wolnostojące lub samonośne) ramowe lub wspornikowe
  - Regały przejezdne (podłogowe lub torowe) ramowe lub wspornikowe
  - Regały specjalizowane
- Stojaki (słupkowe, szczelinowe, gniazdowe, pryzmowe, specjalizowane)
- Wieszaki (stojące, słupkowe, podwieszone, przyścienne, specjalizowane)
- Podkłady (belkowe, płytowe, specjalizowane)
- Zasieki (jedno- lub wielokomorowe albo specjalizowane)
- Urządzenia specjalizowane

Środki transportu:
- wózki naładowne,
- wózki unoszące,
- wózki ciągnikowe,
- wózki podnośnikowe ręczne,
- wózki transportowe,
- mechaniczne wózki jezdniowe (widłowe),
- układnice,
- żurawie,
- wciągniki,
- suwnice,
- przenośniki,
- manipulatory.

Pomocnicze urządzenia magazynowe:
- pojemniki,
- palety,
- kontenery,
- paletyzatory,
- depaletyzatory,
- pomosty,
- czytniki kodów,
- waga,
- urządzenia do zarządzania i łączności,
- urządzenia do taśmowania.

## Obsługa magazynu
Wielkość magazynu wpływa na zwiększenie lub zmniejszenie zakresu obowiązków. Małe i średnie magazyny zatrudniają magazyniera oraz pracowników magazynowych (np. wydawcę, pakowacza, operatora wózka jezdniowego napędzanego). W dużych magazynach dodatkowo zatrudnia się kierownika lub dyspozytora magazynu.

## Rodzaje magazynów
Ze względu na rozwiązania techniczno-budowlane i stopień zabezpieczenia podatności magazynowej magazyny dzieli się na:
- magazyny otwarte – place składowe, skład, składowisko, pryzma itp:,
- magazyny półotwarte – szopy, wiaty itp.,
- magazyny zamknięte – parterowe, wielokondygnacyjne, niskiego i wysokiego składowania, rampowe, bezrampowe, piwnice, kopce, bunkry itp.,
- magazyny specjalne – przechowalnie owoców, chłodnie, materiałów łatwopalnych i wybuchowych itp.

Klasyfikacja magazynów.
Dla rozróżnienia powierzchni magazynowych wprowadzono umowny podział na obiekty klasy A i B.
Za magazyny klasy A uznawane są te, które usytuowane są w pobliżu autostrady lub drogi ekspresowej. Posiadają parking dla samochodów ciężarowych i osobowych oraz plac manewrowy. Sam budynek magazynu klasy A powinien spełniać szereg wymogów technicznych, takich jak: wysokość netto sięgająca min. 10 m, maksymalna głębokość magazynu wynosząca 75 m lub większa, minimalna nośność posadzki – 5 t/m².
Najbardziej pożądana siatka słupów to 12 × 24 m lub 12 × 22,5 m. Ważną rolę pełni wyposażenie obiektu w system tryskaczy, system oświetleniowy zapewniający natężenie światła min. 150 lux, odpowiednią ilość bram załadunkowych (min. 1 szt./1000 m²) oraz bram wjazdowych z poziomu „0” (min. 1 szt./5000 m²). Rozwiązania energooszczędne w postaci np. oświetlenia LED zaczynają także stanowić element budynków klasy A.
Budynki magazynowe nie spełniające wymagań magazynów klasy A zalicza się do klasy B.

## Zarządzanie magazynami
W zarządzaniu magazynami pomocne mogą okazać się systemy ERP. Obsługują one m.in.
- Bazę receptur i półproduktów
- Zarządzanie magazynami
- Zlecenia produkcyjne
- Obsługę zamówień i dostaw
- Obsługę rezerwacji materiałów